# Mausoleo de Nguyễn Sinh Sắc
El Mausoleo de Nguyễn Sinh Sắc es la tumba de Nguyễn Sinh Sắc (1862-1929), padre de Ho Chi Minh (1890-1969, cuyo nombre de nacimiento era Nguyễn Sinh Cung). Se encuentra al sur del país, en la ciudad de Cao Lanh. Se trata de un monumento incluido como Patrimonio Nacional desde 1992. 
Nguyễn Sinh Sắc, exmaestro de escuela, hijo de campesinos pobres vivía en Hoa An, un pueblo que ahora forma parte de Cao Lanh. Aquí murió en 1929. Las autoridades del Partido Comunista de Vietnam decidieron después construir un mausoleo, que abrió en diciembre de 1977 en medio de un parque de cuatro hectáreas.